# Ibdalsen (Metalsa)
De Ibdalsen  of Ibdarsen zijn een van de grootste stammen in het Rifgebergte in het noorden van Marokko. De sedentaire Ibdalsen zijn voornamelijk gevestigd in de stad Driouch en de dorpen Ain Zohra en Mezguitem. Hun stamgebied heeft de naam Metalsa.

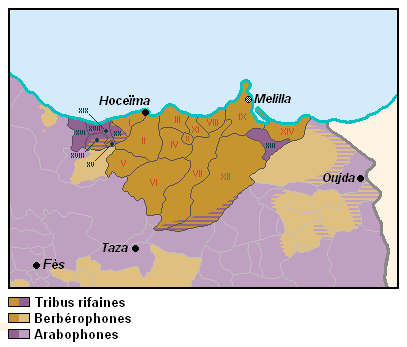
De Ibdarsen worden aangegeven met VII.

De Ibdalsen spreken het dialect Oost-Tarifit, dat onder het Tarifit valt (Zenati-taalgroep). Het stamgebied bestrijkt een gebied van ongeveer 90 km lang en gemiddeld 30 km breed.

## Etymologie
De naam Ibdalsen is een naamsaanduiding voor de inheemse bewoners van het gebied Betalsa (meervoud: Ibtalsen, enkelvoud: Abtals) dat gaandeweg Metalsa is gaan heten. Het stamgebied Metalsa heette van oudsher Betalsa, wat door middel van uitwisselwerking in de uitspraak van de eerste letter men geleidelijk een 'M' is gaan uitspreken in plaats van de 'B'. Betalsa werd gaandeweg als Metalsa uitgesproken.
Dit fenomeen in taal wordt gekoppeld aan betacisme, waarbij er tot de dag van vandaag in het Spaans woorden en steden bestaan die zowel met de letter 'V' en letter 'B' uitgesproken kan worden zoals de Spaanse stad 'Valencia' dat ook uitgesproken wordt als 'Balencia'.
Ibn Khaldun heeft de Maghreb middels zijn reizen verkend. Hij is onder andere in het Rif-gebied geweest en heeft de stammen omschreven die hij daar tegenkwam waaronder de stam Betalsa in de 14e eeuw. Ook is de beroemde Leo Africanus (Hassan ibn Mohammed al-Wazzan al-Fasi, geboren 1494 n.Chr) in de 16e eeuw geweest in het noorden van Marokko en beschreef zoals Ibn Khaldun een stam in het gebied van hedendaags Metalsa als Betalsa. Pas eind 19e eeuw was de Franse oriëntalist en missionaris Auguste Moliérnas in Marokko geweest en heeft ook het Rif-gebied doorgereisd waar hij deze stam als Metalsa omschreven had ('l'Metalsa' | Arabisch: 'el Metalsa'). Tussen de 16e en 19e eeuw heeft dus geleidelijk de verandering van Betalsa naar Metalsa plaats gevonden.
Vanuit taalkundig perspectief (Tamazight) spreekt men van Ibtalsen om de inwoners van Betalsa aan te duiden. Tegenwoordig heet het Metalsa, maar de term om de inwoners aan te duiden van dit gebied is nog historisch hetzelfde gebleven, namelijk Ibdarsen (Ibtalsen) en niet Imtalsen zoals het taalkundig hoort waardoor de referentie 'Ibdarsen' een nog ongewijzigd uitspraak en overblijfsel is van de aanduiding die refereert aan de oorspronkelijk historische naam Betalsa.

## Geschiedenis
De Ibdarsen behoren tot de Berberse (Amazigh) bevolking in het oostelijke Rifgebied. De mensen die tot deze stam behoren worden Ibdarsen genoemd. Het stamgebied van de Ibdarsen wordt Metalsa genoemd. Primaire geschiedenisbronnen vermelden dat dit stamgebied historisch aangeduid werd als Betalsa en geleidelijk met de tijd is de uitspraak van de letter 'B' verandert naar de 'M' (zie paragraaf Etymologie). Ibn Khaldun beschreef de Betalsa-stammen als Zenata Berbers. Volgens Ibn Khaldun zijn de Betalsa 'broers' van de Meknesa-stam (oprichters van de stad Meknes). Ibn Khaldun benoemt twee stambomen in zijn Tarikh en die lopen allebei terug tot aan de koning van de Zenata Berbers genaamd Madghis.
1. Betalsa (Metalsa) > Zenata > Yahya > Dariy > Zahik > Madghis > Barbar[4]
2. Betalsa (Metalsa) > Zenata > Djena > Yahya > Soelat > Warmak > Dariy > Zahik > Madghis[4]

De auteur en geschiedschrijver Sofyan al Kandoussi, van het boek De Geschiedenis van Marokko & Noord-Afrika, zet een kritische kanttekening bij deze twee stambomen in het boek en zegt dat men het volgende in acht moet nemen betreffende deze stambomen: Ook belangrijk om te benoemen bij dit soort stambomen, is dat het niet letterlijk genomen dient te worden als directe zoon van en vader van. Wij weten niet hoeveel generaties er tussen twee namen zijn en wat ermee bedoeld wordt is dat het voorvaders zijn..

#### Zenata Berbers

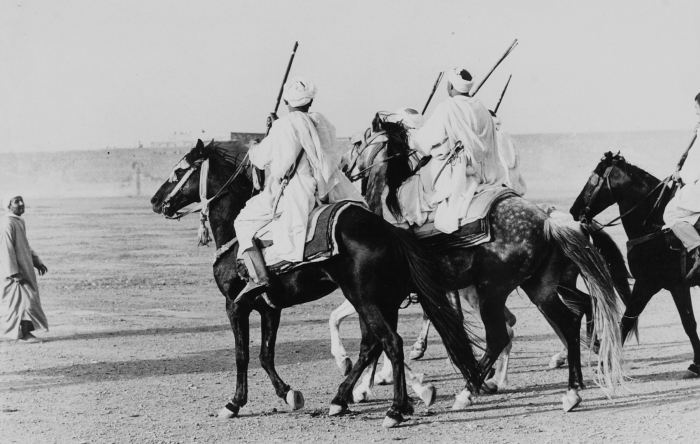
Berberse Ruiters (1969)

Ibn Khaldun heeft de Betalsa (Metalsa) stammen geclassificeerd als Zenata Berbers. Om de geschiedenis en cultuur van de Ibdarsen beter te begrijpen, dient er naar de geschiedenis en cultuur van de Zenata Berbers gekeken te worden. De Zenata zijn een van de grootste Berberse stamgroepen waarover Ibn Khaldun heeft gezegd dat de Midden-Maghreb (Maghreb al-Wasta) gerekend moet worden als hun gebied van oorsprong. Het oorspronkelijk leefgebied van de Zenata stammen betreft het oosten van Marokko tot aan Libië. Ibn Khaldun benoemt ook verder dat de Zenata Berbers al duizenden jaren in de Maghreb wonen en een van de oudste stammen zijn. Bekende Zenata-dynastieën die geheerst hebben in Marokko en de Maghreb waren onder andere:
- De Maghraoua (980-1080 n.Chr)
- De Banu Khazrun (1001-1147 n.Chr)
- De Almohaden (1141-1269 n.Chr)
- De Meriniden (1269-1472 n.Chr)
- De Wattasiden (1472-1559 n.Chr)
- De Ziyaniden (1235-1554 n.Chr)

De Zenata stonden bekend als de beste ruiters (paardrijders) van hun tijd. Het Spaanse woord voor ruiter is "jinete". Volgens de Real Academia Española (Koninklijke Spaanse taalinstituut) stamt het woord "jinete" af van Zenata omdat zij beroemd waren om hun uitmuntendheid in het paardrijden. Daarnaast stonden de Zenata ook bekend om het fokken van paarden. Ook de middeleeuwse historicus Ibn Idhari benoemt dat de Zenata bekendstonden als ruiters. Tot de dag van vandaag zijn er nog Zenata stammen zoals de Ibdalsen uit het stamgebied Metalsa en de Ait Bouyahyi in het noorden van Marokko (Oost-Rifgebied), die bekendstonden om hun uitzonderlijke vaardigheden als ruiters en om hun paarden. Deze stammen stonden bekend in de Rif-oorlog tegen Spanje in de jaren '20 om hun ruiters die strijd voerden tegen de Spanjaarden om hun land te bevrijden van bezetting. David S. Woolman zegt in zijn boek Rebels in the Rif dat de Metalsa en Ait Bouyahyi stammen de enige waren met paarden. Deze affiniteit met paarden en paardrij-vaardigheden zijn geërfd van hun Zenata-voorouders en is gepreserveerd gebleven door de duizenden jaren heen. Het meest aannemelijke is dat de Zenata Berbers een verlengstuk zijn van de oude Numidiërs die ook door de Romeinse historicus Titus Livius gekenmerkt werden als veruit de beste ruiters in Afrika.

#### De Almohaden dynastie en Metalsa
De oudste vermelding van de Metalsa-stam in de geschiedenis gaat terug naar de 12e eeuw en werd door Ibn Khaldun vastgelegd. In zijn Tarikh vermeldt Ibn Khaldun de bijdrage van de Metalsa (Betalsa) stam bij de verovering van Marrakesh en Marokko door Ibn Toemart, de oprichter van de Al Mohaden dynastie die uiteindelijk heersers van heel de Maghreb, Noord-Afrika en Andalusië werden (van Mauritanië tot aan Libië en Andalusië – Spanje en Portugal). Abdul Mu'min was een Zenata Berber uit de omgeving van Tlemcen Wat destijds een Marokkaanse gebied was en was een student van Ibn Toemart. In 1142 n.Chr vertrok Abdul Mu'min naar het noorden vanuit de Atlasgebergten om de Berberse Zenata stammen achter zich te scharen. Ibn Khaldun vermeldt het volgende: In 537 AH (1142/1143 n.Chr) stond hij (Abdul Mu'min) op om de Maghreb te openen en de Ghomara gaven zich over aan hem. Daarna vertrok hij daarvandaan naar de Rif, toen naar Boutouya, toen naar de Betalsa (Metalsa) en toen naar de Beni Znassen. Daarna ging hij naar Mediouna, toen naar Koumiya en hun buren de Walhasa. Zij (deze stammen) voegden zich toe aan hem en vergrootte en vermeerderde zijn aantallen die zich toen onder zijn leiderschap schaarden.... Deze verenigd en groot leger (waaronder de Metalsa-stam) begon de belegering van Marrakech en veroverde deze hoofdstad van de Almoraviden in 1146 n.Chr (541 AH). Dit historisch voorval is naar beste weten de oudste vermelding van de Metalsa (Betalsa) stam die volgens Ibn Khaldun zich aangesloten hadden bij Abdul Mu'min, de eerste khalief van de Almohaden dynastie, waarbij zij meededen aan de belegering van Marrakech en de verovering van Marokko.

#### Metalsa in de geschiedenis

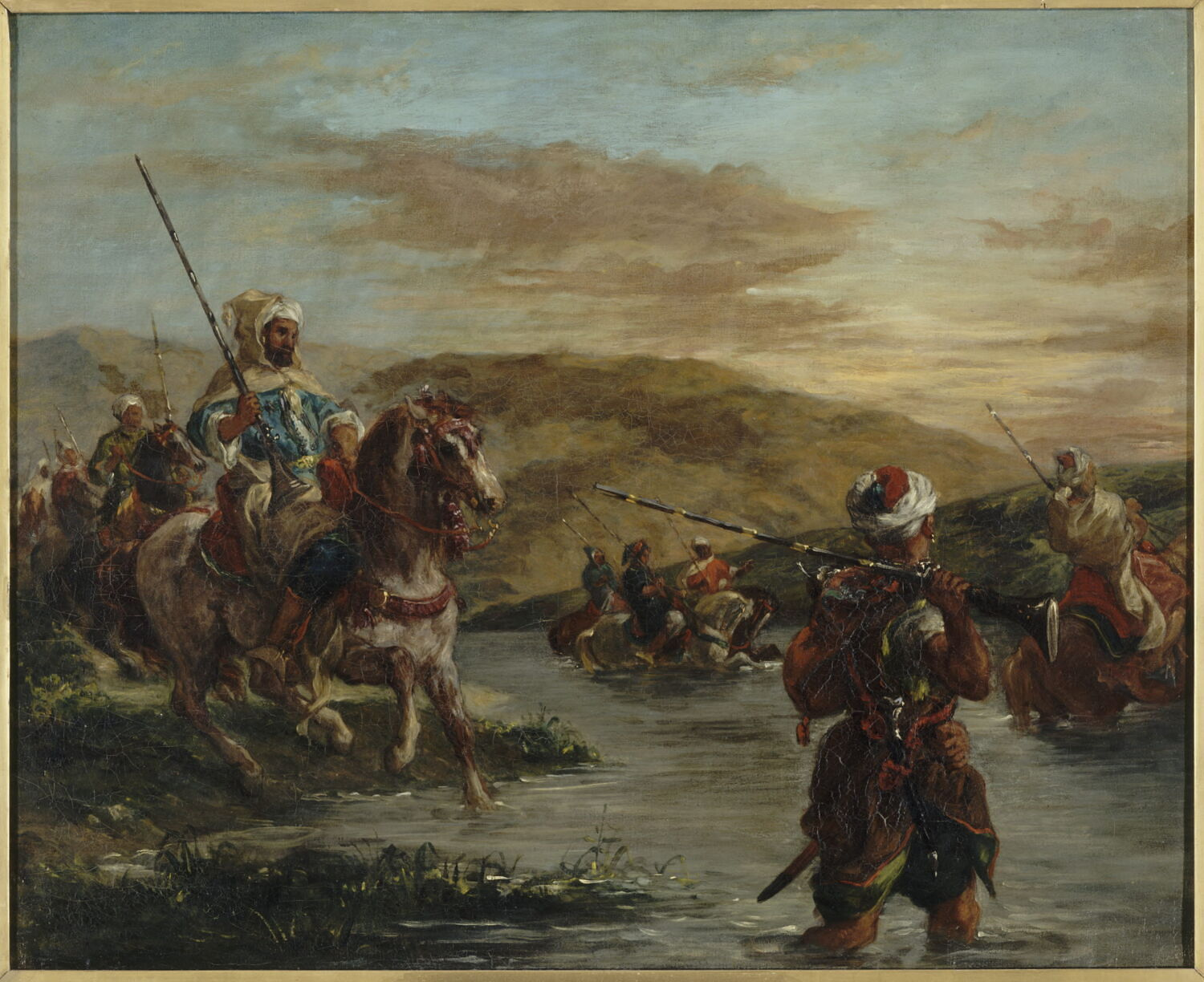
Berberse ruiters steken rivier over – schilderij Delacroix (1858)

In de 16e eeuw omschreef Leo Africanus de Metalsa (Betalsa) Berbers als de inwoners van de Kert-woestijn en benoemt hen in de volgende passage: ... Tijdens de zomer slaan veel Arabieren hun plek op bij de Melwiya (Moulouya) rivier maar dat doet ook een ander woest en vurig volk genaamd de Betalsa, die een groot aantal paarden, kamelen en ander vee bezitten. Zij zijn constant in strijd met de Arabieren die tegen hen aangrenzen.
Aan het einde van de 19e eeuw reisde de Franse oriëntalist en missionaris Auguste Moliéras door Marokko heen. Ook hij is door het Rifgebied heen getrokken en trof de Berbers van Metalsa aan. Hij beschreef ze als volgt: Onverschrokken ruiters, de Metalsi (Arabisch: Metalsi | Tamazight: Abdars; enkelvoud van Ibdarsen) scheidt nooit van zijn paard zoals hij nooit scheidt van zijn geweer, gekocht van de Engelsen en Spanjaarden via smokkelaars aan de kust van de Rif. (Hij is) omwikkeld in zijn Bornoes (Selhem; Maghrebijnse mantel met driehoek capuchon) en je zou je vergissen door hem aan te zien voor een Arabier als het niet lag aan zijn sterke Berberse kenmerken zoals zijn sandalen, kale hoofd en (andere) typische Berberse kenmerken.

Verder beschrijft Auguste dat de Ibdarsen zowel aan landbouw deden en als bedoeïenen rondtrokken met hun vee. Dat sommige vrouwen in hun tenten bezig waren met het maken van sandalen, mandjes, matten en tapijten. Hij beschreef ook de markten die goed bevoorraad waren en er veel handel was in schapen, wol, sandalen, tapijten, tenten, Engelse thee, suiker, buskruit, kogels, wapens, paarden, boter en honing. Volgens zijn schatting was Metalsa op militair vlak een gebied met 20.000 gewapende ruiters sterk, met uitstekende paarden en bewapend met Europese geweren. Daarnaast noemt hij dat Metalsa een bevolking van 100.000 mensen telde (eind 19e eeuw). 

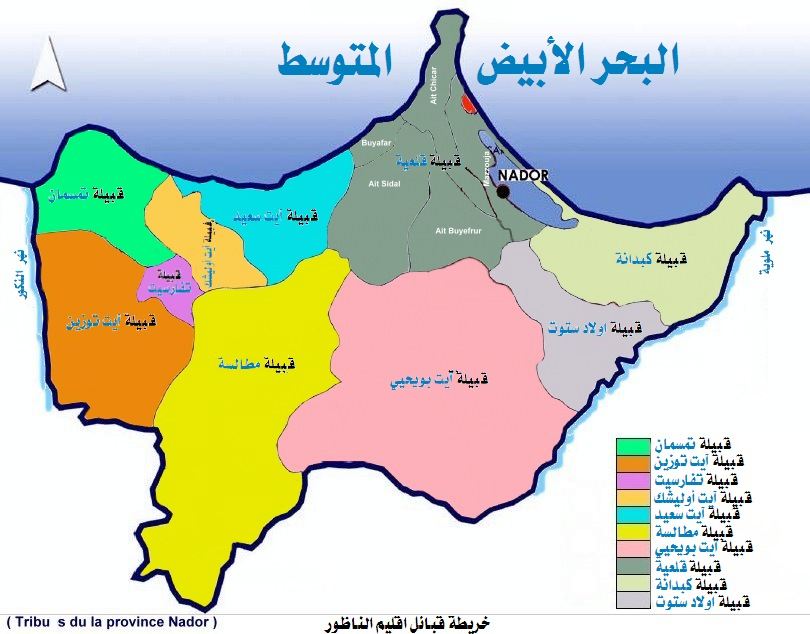
Een kaart met een aanduiding van de stammen het oosten van de Rif. De Ibdarsen zijn in geel weergegeven.

Ook Auguste beschreef na bijna 400 jaar precies hetzelfde als Leo Africanus en gaf aan dat de Metalsa Berbers de Arabische bedoeïenen uit de Dhahra-woestijn beroofden. Hij beschreef in zijn verslagen een incident van een rooftocht: Op een avond was Mohammed zoon van Tayyeb in zijn gasten-tent te midden van een grote Douar (gebied van een groep stammen en dorpen > Asun/Isunen). Hij zag aan de horizon aan de rand van de Dhahra (woestijn) een karavaan van 400 tot 500 kamelen passeren. Onmiddellijk bestegen 300 Metalsa ruiters hun paarden en vielen de karavaan aan. Twee uur later kwamen zij allemaal terug met als buit 500 kamelen vol geladen met wol en dadels inclusief 50 gevangen ontwapende ruiters van de Beni Gil (Arabische stam). Gedurende deze gevecht zijn er twee Ibdarsen en twee Beni-Gil (Arabieren) gedood. De buit werd verdeeld in vijf delen (elk participerende stam kreeg een deel). De volgende dag kwamen verschillende Berberse buren en vrienden van de Metalsa om verzoening te prediken. De Ibdalsen gingen akkoord met het vrijlaten van de gevangenen maar wouden niks horen over het teruggeven van de gewonnen buit. Dit waren gewoon vergeldingsacties voor een karavaan die van de Ibdarsen een paar jaar eerder beroofd was door de Beni Gil. De gevangenen vertrokken, blij dat ze gered zijn.
Tot aan de Spaanse bezetting van Noord-Marokko waren er nog gevallen van een stamgroep van de Ibdalsen uit het oosten van Metalsa die rooftochten pleegden op Arabische bedoeïenen aan de Moulouya (Melwiya) rivier uit de Dhahra, die dan paarden, kamelen en ander vee als buit namen. Pas met de Spaanse en Franse bezetting was er de aanwezigheid van veiligheidsagenten die de veiligheid moesten bewaken.

#### Verzetsleider Emir Abdelkader al-Djazairi in Metalsa

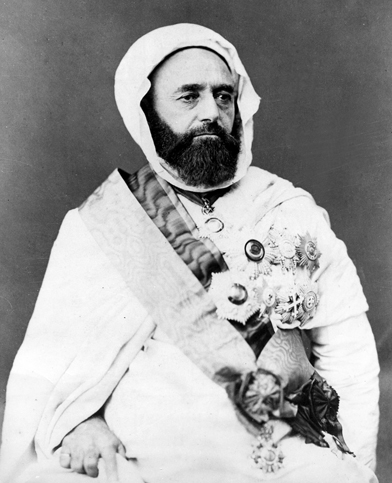
Emir Abdelkader al-Djazairi

In de 19e eeuw woedde er een strijd tussen de Franse soldaten die een invasie in 1830 pleegden in Algerije en gedeeltes van het land koloniseerden, tegen de moslimbevolking die het land verdedigde. Er werd een Djihad uitgevaardigd om het land te verdedigen tegen de Franse indringers waarna de verzetsstrijders (mudjahidien) zich schaarden onder een leider genaamd Abdelkader al-Djazairi. Na een serie van overwinningen creëerde hij een eigen staat, die erkend werd door Frankrijk in 1834 en daarna had hij officieel heel provincie Oran (Wahran) onder zijn bestuur. Vele Marokkaanse stammen uit het noordoosten van Marokko sloten zich aan bij zijn strijd omdat Djihad als een religieuze deugd beschouwd werd door de bevolking. In 1842 kwam een einde aan zijn bestuur van West-Algerije toen Tlemcen bezet werd door de Franse generaal Marshal Bugeaud. Hierdoor vluchtte Emir Abdelkader naar Marokko waar hij veiligheid zocht bij de sultan van Marokko Moulay Abd al-Rahman ibn Hisham. De sultan van Marokko steunde de strijd van Emir Abdelkader tegen Frankrijk, want de invasie van Frankrijk werd beschouwd als een dreiging voor Marokko. Toen Emir Abdelkader zijn hoofdkwartier verplaatste naar Marokko (nadat hij uit Algerije verjaagd werd), voerde en leidde hij verschillende militaire operaties uit tegen de Franse kolonisten vanuit Marokko. Dit zorgde voor conflicten op het grensgebied van Marokko en de door Frankrijk bezette Algerijnse grondgebieden. In 1844 drongen Franse troepen Marokkaans grondgebied binnen terwijl zij soldaten van Emir Abdelkader achtervolgden. Onder deze groep aanhangers van Emir Abdelkader waren ook Marokkaanse strijders aanwezig. Dit zorgde ervoor dat de Franse troepen officieel Marokkaans grondgebied betreed hadden, waarna in Marokko de roep om Djihad tegen de Franse kolonisten in Algerije een realiteit werd.
In 1844 bereikte dit een climax en Moulay Abd al-Rahman stuurde een leger van 25.000 soldaten naar Algerije tegen de Franse bezettingsmacht waar zij de Slag van Isly verloren hadden tegen de Franse troepen (vlak bij Oujda). Dit zorgde ervoor dat de sultan van Marokko het verdrag van Tangier in 1844 en het verdrag van Lalla Maghnia tekende en de hedendaagse noordelijke grens tussen Marokko en Algerije gevormd werd. Een andere voorwaarde van de Fransen was dat de sultan van Marokko zijn steun voor Emir Abdelkader introk en dat Emir Abdelkader niet meer welkom was in de grondgebieden van de sultan van Marokko. Circa 1845 à 1846 verliet Emir Abdelkader de oevers van de Moulouya-rivier en verplaatste zijn hoofdkwartier naar het stamgebied Metalsa en zette zijn tenten op in Ain Zohra, waar hij meer dan een jaar verbleef. In het Berberse stammengebied van Metalsa was hij veilig omdat dit een gebied was die vrij was en niet viel onder de controle van de sultan van Marokko. Hier werd hij in bescherming genomen door de Ibdalsen en vele mannen van verschillende stammen uit Metalsa voegden zich bij hem toe in zijn strijd tegen de Franse kolonisten in Algerije. Vanuit Ain Zohra pleegde hij geregeld aanvallen op de Franse troepen in Algerije en het was de plek waar hij zijn leger kon bevoorraden. Hier oefende hij ook zijn religieuze invloed uit om verschillende stammen aan zijn kant te scharen. In 1847 vertrok hij naar de Bni Znassen van waaruit hij zijn laatste aanvallen pleegde op de Franse bezettingsmacht van zijn land, met als resultaat zijn uiteindelijke overgave op 21 december 1847.

#### De 20e eeuw en arbeidsmigratie
Tot aan de jaren 1960 en '70 leefden de Ibdalsen van Metalsa veelal nog een semi-nomadisch levensstijl. Alle stammen binnen Metalsa hadden hun eigen grondgebieden waar zij aan landbouw deden maar tegelijkertijd waren zij ook vaak in het bezit van vee waarmee zij rondtrokken als nomaden. Hun leefstijl wordt gekenmerkt als bedoeïenen waarbij zij leefden in grote tenten, vaak in het bezit van paarden, kamelen, ezels, schapen, koeien en ander veestapel. Al duizenden jaren adopteerden zij deze leefstijl en leefwijze tot aan het fenomeen van de arbeidsmigranten die naar Europa kwamen om te werken. De meeste Ibdalsen die arbeidsmigranten werden hadden zich gevestigd in Nederland, waar men nog grote populaties van Ibdalsen in steden tegenkomt zoals Utrecht, Rotterdam en Amsterdam.
Het stamgebied van Metalsa is wat oppervlakte betreft na zijn oosterburen (de Bni Buyahyi) de grootste stam van het Rif-gebied. Het feit dat de Ibdalsen altijd al nomaden zijn geweest kenmerkt hun gedrag, zij stonden bekend om hun gewaagdheid, durf, dapperheid, hardheid en directheid, hetgeen ontstaan is uit het harde nomadenbestaan. Tegen de jaren 60 en 70 van de 20e eeuw hebben de meeste Ibdalsen geleidelijk het bedoeïenenbestaan opgegeven en zijn huizen gaan bouwen en zich gaan richten op landbouw met voornamelijk olijfbomen (sommigen meer dan honderd jaar oud) om olijven te verbouwen. Middels olijfmolens wordt er olijfolie geproduceerd die door het Ministerie van Landbouw in Marokko als hoge kwaliteit olijfolie wordt gekenmerkt vanwege een goede klimaat en grond voor de groei van olijfbomen.

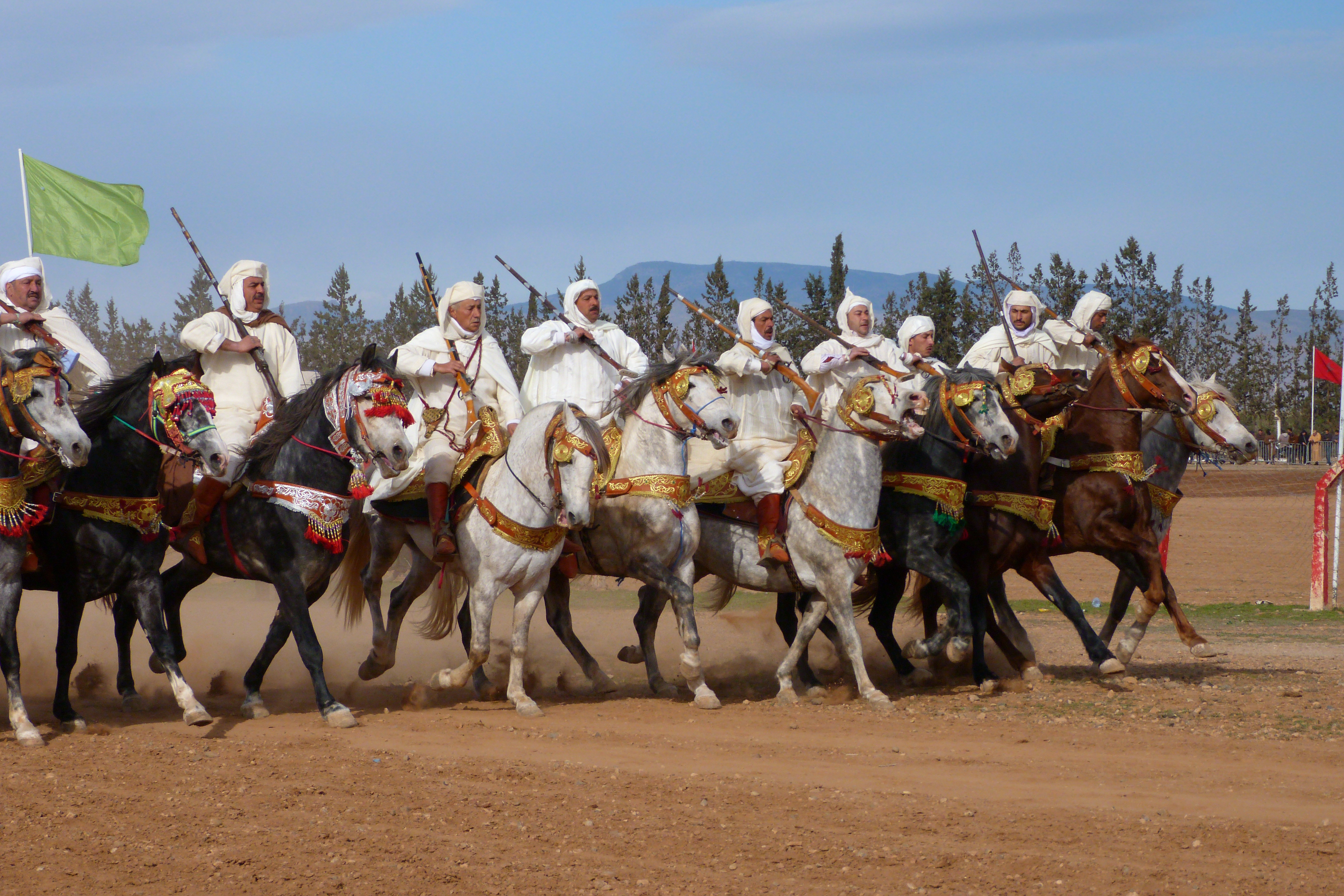
Berberse stammen - Tbourid

## Geografie en fauna

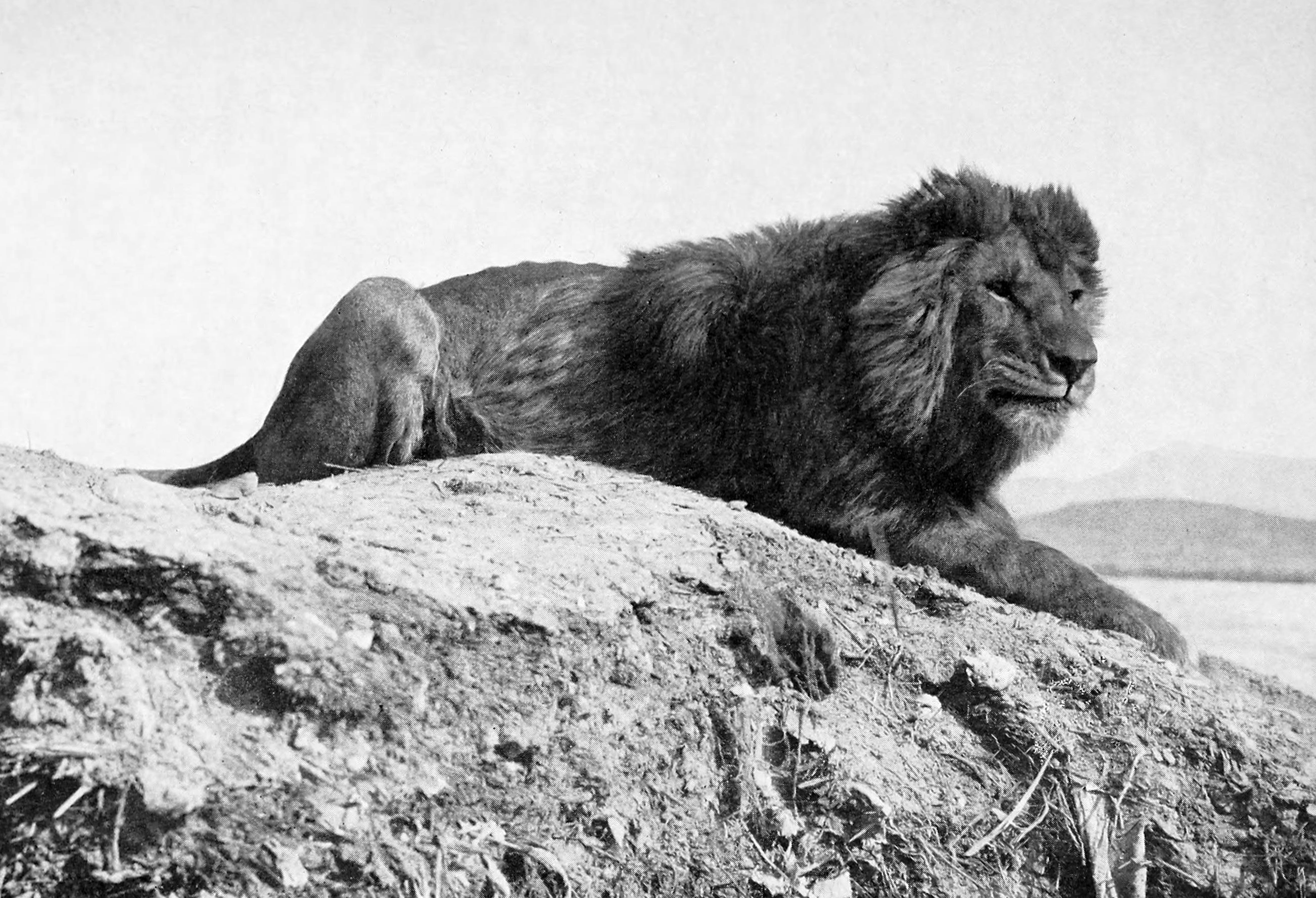
Berberse leeuw

De stam van de Ibdalsen bestrijkt een groot gebied in het oosten van de Rif, geografisch gezien de een na grootste stamgebied. De bekendste rivier in Metalsa is de Wad (Ouad) Kert. Het gebied bestaat vooral uit valleien, vlaktes en bergen. De stad Driouch is de hoofdstad van provincie Driouch.

#### Fauna
In Metalsa waren vele dieren aanwezig die later verdwenen zijn uit het wild waaronder Noord-Afrikaanse struisvogels (verdwenen, verhuisd), hyena's (zeldzaam) en Berberse leeuwen (uitgestorven – Thmazight: Bouharro). Dieren die nog wel vaak voorkomen in het wild zijn vossen, slangen, zwijnen, kikkers, egels, jakhalzen, hazen, bokken, schorpioenen, vleermuizen en verschillende wilde vogelsoorten waaronder valken, uilen, arends en ooievaars.

## Steden en dorpen
- Ain Amar
- Ain Zohra
- Ait Hakkoun
- Boufarkouch
- Driouch
- Kandoussi
- Mezguitem
- Tleta Ait Boubker